# Xyris flabelliformis
Xyris flabelliformis är en gräsväxtart som beskrevs av Alvin Wentworth Chapman. Xyris flabelliformis ingår i släktet Xyris och familjen Xyridaceae. Inga underarter finns listade i Catalogue of Life.